# Gabriel Llompart y Jaume Santandreu
Gabriel Llompart y Jaume Santandreu (Inca, 16 novembre 1862 – Palma di Maiorca, 9 dicembre 1928) è stato un vescovo cattolico spagnolo.

## Biografia
Conseguì un dottorato in teologia e in diritto canonico, il 13 dicembre 1886 venne ordinato presbitero. Fu canonico della cattedrale di Maiorca.
Il 17 maggio 1918 papa Benedetto XV lo nominò vescovo di San Cristóbal de La Laguna, titolo che mantenne fino al 1922.
Nel 1919 presiedette le celebrazioni in occasione del primo centenario dell'erezione della diocesi di San Cristóbal de La Laguna. Venne ricordato per la sua espulsione dalla diocesi, avvenuta il 9 luglio 1922, nel corso della desamortización di Mendizábal. L'Ordine domenicano lo raccomandò per una sua reintegrazione nella città di Candelaria. I domenicani ritornarono perciò in possesso del santuario di Nostra Signora della Candelaria, patrona delle Isole Canarie; ripresero così le opere di restauro, interrotte per quasi un secolo.
Il 27 giugno 1922 fu nominato vescovo di Gerona e successivamente, il 30 aprile 1925, vescovo di Maiorca.
Morì a Palma di Maiorca il 9 dicembre 1928, all'età di 66 anni. Venne sepolto nella Cattedrale di Palma di Maiorca.

## Genealogia episcopale
La genealogia episcopale è:
- Cardinale Scipione Rebiba
- Cardinale Giulio Antonio Santori
- Cardinale Girolamo Bernerio, O.P.
- Arcivescovo Galeazzo Sanvitale
- Cardinale Ludovico Ludovisi
- Cardinale Luigi Caetani
- Cardinale Ulderico Carpegna
- Cardinale Paluzzo Paluzzi Altieri degli Albertoni
- Papa Benedetto XIII
- Papa Benedetto XIV
- Papa Clemente XIII
- Cardinale Bernardino Giraud
- Cardinale Alessandro Mattei
- Cardinale Pietro Francesco Galleffi
- Cardinale Giacomo Filippo Fransoni
- Cardinale Carlo Sacconi
- Cardinale Edward Henry Howard
- Cardinale Mariano Rampolla del Tindaro
- Cardinale Rafael Merry del Val y Zulueta
- Cardinale Francesco Ragonesi
- Vescovo Gabriel Llompart y Jaume Santandreu